# Йоркин, Бад
Алан Дэвид «Бад» Йоркин (англ. Alan David «Bud» Yorkin, 22 февраля 1926, Вашингтон, Пенсильвания — 18 августа 2015, Бель-Эйр, Калифорния) — американский кинорежиссёр, продюсер и телеведущий.

## Жизнь и творчество
Алан Йоркин родился в еврейской семье. В возрасте 16 лет, во время Второй мировой войны записался в американский военно-морской флот. Затем получил инженерно-техническое образование в университете Карнеги-Меллон в Питтсбурге. В начале своей карьеры как режиссёр первые несколько лет работал на телевидении. Здесь он выступал как постановщик различных телевизионных сериалов и телешоу. В 1954 году Йоркин выступил как продюсер на канале NBC с программой «The Tony Martin Show», 15-минутной развлекательной программой вечером по понедельникам. В 1955 году, он — режиссёр и продюсер получасового телесериала из 11 серий, военной комедии «Солдаты» (The Soldiers) с такими актёрами, как Хэл Марч, Том д’Андреа и Джон Денер. В 1956 году стал директором-продюсером получасовой комедийной развлекательной программы на канале Tennessee NBC «The Ford Show». В 1963 году в свет вышел первый его кинофильм. В течение длительного времени Йоркин работал совместно с продюсером Норманом Лиром. В 1959 году оба режиссёра создают фирму, так называемый «Tandem Productions», которой принадлежали в том числе права на фильм Ридли Скотта «Бегущий по лезвию». Это совместное предприятие распалось лишь в 1983 году. За заслуги в области кинематографии Алан «Бад» Йоркин был трижды удостоен престижной премии Эмми. В 1958 году Йоркин поставил на телевидении шоу «вечер с Фредом Астером».

## Семья
Бад Йоркин был дважды женат. Первым браком в 1954—1984 годы с Пег Дием. В нём родились двое детей: кино-продюсеры Николь Йоркин (* 1958) и Дэвид Йоркин (* 1961). В 1989 году Йоркин вступил в брак с актрисой Синтией Сайкс, у них рождаются также дочь (* 1992) и сын (* 1994). Скончался в возрасте 89 лет в своём доме в районе Бел-Эйр в Лос-Анджелесе.

## Фильмография (избранное)
- 1962: «Приди и протруби в твой рог» (Come Blow Your Horn) (режиссёр).
- 1965: «Никогда не поздно» (Never Too Late) (режиссёр).
- 1967: «Развод по-американски» (Divorce American Style) (режиссёр).
- 1968: «Инспектор Клузо» (Inspektor Clouseau) (режиссёр).
- 1969: «Начинайте революцию без меня» (англ.) (режиссёр).
- 1971: «Злодей, который пришёл к обеду» (The Thief Who Came to Dinner) (режиссёр).
- 1971: «Холодная индейка» (Cold Turkey) (продюсер).
- 1982: «Бегущий по лезвию» (Blade Runner) (продюсер).
- 1983: «Сделка века» (Deal of the century) (продюсер).
- 1985: «Дважды в жизни» (Twice in a Lifetime) (продюсер).
- 1988: «Артур 2: На мели» (Arthur 2: On the Rocks) (режиссёр).
- 1990: «Любовь причиняет боль» (Love Hurts) (продюсер).
- 1993: «На перепутье» (Intersection) (продюсер).
- 2017: «Бегущий по лезвию 2049» (Blade Runner 2049) (продюсер, посмертно).